# Zoomorfização
Zoomorfização (ou Animalização) é uma figura de linguagem que aproxima e descreve o comportamento humano como o de outros animais. 
Mais do que uma figura de linguagem, a Zoomorfização é uma concepção do Naturalismo. Assim, quando humanos são retratados como animais, expressa-se a ideia da época, muito influenciada pelo Darwinismo, de que o homem não passa de um ser instintivo, consideravelmente irracional e que é condicionado pelo meio em que vive.

## Exemplos
Trecho retirado do livro O cortiço, de Aluísio Azevedo: "(...) via-se-lhes [das mulheres] a tostada nudez dos braços e do pescoço, que elas despiam suspendendo o cabelo todo para o alto do casco [couro cabeludo]; os homens, esses não se preocupavam em não molhar o pêlo, ao contrário, metiam a cabeça bem debaixo da água e esfregavam com força as ventas [narizes ou focinhos] e as barbas, fossando [revolver com o focinho] e fungando contra as palmas da mão."